# Aves de Costa Rica

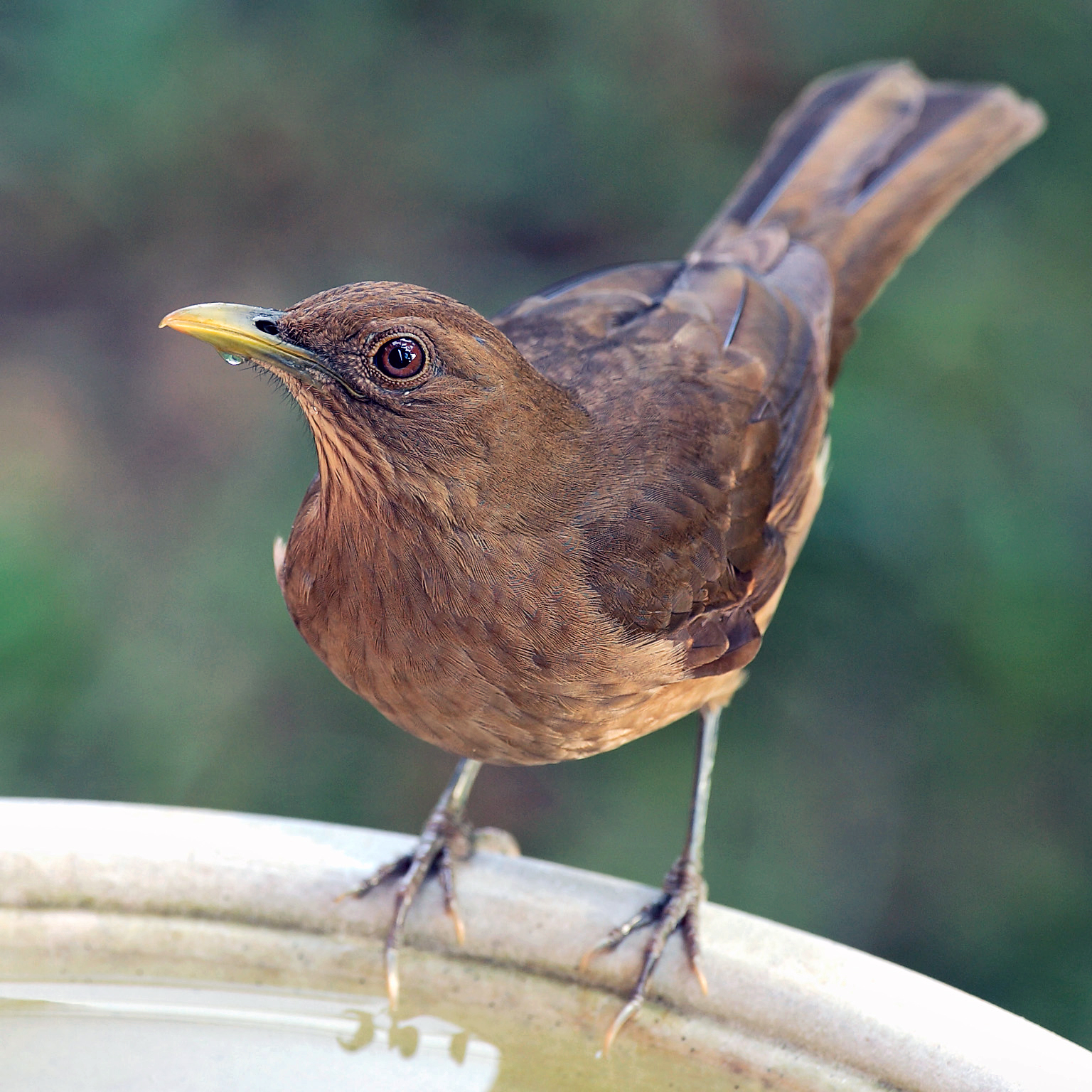
Conocido por su canto a principios de la época lluviosa, el yigüirro (Turdus grayi) es el Ave Nacional de Costa Rica.

Las aves de Costa Rica representan una alta diversidad biológica dentro de la fauna de este país, resultado de su ubicación y origen geológico. Costa Rica es uno de los países con mayor diversidad de aves por metro cuadrado en el continente americano. La diversidad de aves se divide en cuatro provincias ornitológicas: Tierras Altas, Vertiente del Caribe, Pacífico Norte y Pacífico Sur. Incluyendo la Isla del Coco y sus aguas territoriales, para 2016, se habían identificado 920 especies de aves de Costa Rica, de las cuales 7 son endémicas, 220 especies son migratorias y 19 se encuentran globalmente amenazadas. En total, las especies de aves de Costa Rica constituyen el 9% de las especies conocidas en el mundo.
La riqueza aviaria de Costa Rica está mediada por la geografía nacional, que influye grandemente en el clima y la pluviosidad del país, lo que da origen a una variada vegetación. La costa atlántica de Costa Rica es poco regular, con playas arenosas bordeadas por palmeras y cocoteros, pocos afloramientos rocosos e islas fluviales cubiertas de un exuberante bosque húmedo, con zona pantanosas, humedales, ríos largos que forman brazos y meandros. Las aves acuáticas son escasas a lo largo de esta costa, concentrándose en las bocas de los ríos o barras. La costa del Pacífico es más irregular, con numerosos accidentes geográficos, acantilados, playas anchas y arenosas, y manglares abundantes. Las importantes fluctuaciones de las mareas producen excelentes condiciones para la alimentación para aves playeras (gaviotas, charranes y otros) y acuáticas, sobre todo en el golfo de Nicoya y el golfo Dulce, así como concentraciones notables de garzas en los manglares. Al centro del país, las zonas de vida más importantes se encuentran en la cordillera de Tilarán, los macizos centrales de la cordillera Volcánica Central, los valles intermontanos y los altos cerros de la cordillera de Talamanca, que se extiende hasta Panamá, cubiertos de bosque nuboso y lluvioso.
Entre los factores que afectan las aves están la alta deforestación, el desarrollo urbanístico, los drenajes de zonas inundadas y la contaminación de los ríos.

## Aves frecuentes
La enorme gama de colores en sus plumajes, como también sus innumerables e increíbles cantos hacen que las aves sean admiradas por turistas extranjeros y nacionales. En los parques nacionales y áreas silvestres abundan las aves.

### Endémicas
En Costa Rica habitan seis especies endémicas de aves:
- dos colibríes, la esmeralda capirotada (Microchera cupreiceps),[8] que habita en la vertiente del Caribe y las cordilleras de Guanacaste y Tilarán; y la amazilia manglera (Amazilia boucardi), en peligro de extinción, ocupa los manglares del litoral Pacífico, desde el golfo de Nicoya hasta el golfo Dulce;[9]
- el cuclillo de la isla del Coco (Coccyzus ferrugineus),[10] el mosquerito de la isla del Coco (Nesotriccus ridgwayi)[11] y el pinzón de la isla del Coco (Pinaroloxias inornata),[12] que son endémicos de esta isla;
- y la piranga hormiguera de mejillas negras (Habia atrimaxillaris), que habita solo en la península de Osa.[13]

Además, hay 68 especies de aves endémicas de Costa Rica y el oeste de Panamá (litoral Pacífico, cordillera Volcánica Central y cordillera de Talamanca-Chiriquí), entre ellas el colibrí chispita (Selasphorus flammula); la pava negra (Chamaepetes unicolor); el chotacabras sombrío (Antrostomus saturatus); la urraca gorgiplateada (Cyanolyca argentigula); el carpintero nuquidorado (Melanerpes chrysauchen), entre muchos otros; 25 especies de aves endémicas del Caribe de Centroamérica, que se distribuyen entre Honduras y Panamá; y 2 endemismos especiales: el carpintero de Hoffmann (Melanerpes hoffmannii), que habita en la única especie de bosque seco endémica de la región y se distribuye desde el sur de Honduras hasta el centro de Costa Rica; y el pájaro campana (Procnias tricarunculatus), que se reproduce en las tierras altas de Costa Rica, luego baja y se distribuye por las tierras bajas del país, y se encuentra desde Honduras a Panamá.

### Residentes
Más de 800 especies de aves permanecen todo el año en territorio nacional, ocupando diversos ecosistemas en las zonas de vida del país, desde las costas hasta los páramos, en selvas, terrenos intervenidos o cultivos, desempeñando múltiples nichos ecológicos en todos los hábitats.
Las aves residentes habitan en el país durante todo el año, aunque realizan migraciones locales o altitudinales, o de un ecosistema a otro, ya sea para reproducirse o alimentarse. En Costa Rica habitan diez especies de trogones, incluyendo al quetzal (Pharomachrus mocinno costaricensis). La subespecie nacional es un poco más pequeña que las que habitan en México y Guatemala (L: 36 cm, P: 210 g). Se caracteriza por su plumaje verde azulado con vientre rojo intenso, con plumas caudales que llegan a medir 70 cm de largo. Realizan migraciones altitudinales coincidiendo con la maduración del aguacatillo, reproduciéndose entre enero y mayo en los bosques nubosos entre 1400 y 3000 m s. n. m. Se les puede hallar en Monteverde, San Gerardo de Dota, El Bosque de los Niños y el Cerro de la Muerte principalmente. En Monteverde también habita el pájaro campana (Procnias tricarunculatus), llamado así por su canto, que emula el tañir de un campana. Esta especie se distingue, además de su fuerte canto, audible a casi un kilómetro de distancia, por sus carúnculas, una especie de bigotes que nacen en la base del pico. Se alimenta principalmente de aguacatillo y otra lauráceas, y es un dispersor de semillas, desplazándose por 8 zonas de vida distintas durante sus migraciones (Monteverde, cordillera de Tilarán, volcán Arenal, Malpaís, golfo de Nicoya, cordillera de Talamanca, Caño Negro y Tortuguero), formando el llamado Corredor Biológico Pájaro Campana.
El jabirú (Jabiru mycteria), llamado en Costa Rica "galán sin ventura", pues su figura sobresale como un gigante blanco sobre los humedales de Guanacaste y Caño Negro, es la cigüeña más grande de América (L: 1.35 m, P: 6.5 kg). Estuvo a punto de extinguirse en los años 1990, cuando llegó a los 16 ejemplares, pero las acciones de conservación lograron recuperar la especie hasta llegar a los 100 individuos. Anida en árboles como ceibas y guanacastes blancos (Albizia niopoides), en los humedales de la cuenca del río Tempisque, el parque nacional Palo Verde, las lagunas de Mata Redonda y Caño Negro, sitios que comparten con otras especies como los ibis y los garzones. En Caño Negro, cerca de 350 especies de aves se agrupan en los espejos de agua, incluyendo aves migratorias como cigüeñas, espátulas y patos, y aves residentes como piches, ibis blanco, cuclillos, martín pescador, reinita cabecidorada (Protonotaria citrea) y el jabirú, así como tres especies de aves residentes que no se encuentran en ninguna otra parte de Costa Rica: zanate lagunero (Quiscalus nicaraguensis), soterrey pechimanchado (Thryothorus maculipectus) y paloma coronigrís (Leptotila plumbeiceps).
Entre las garzas, una de las más sobresalientes es la garza agami (Agamia agami), que frecuenta manantiales y espejos de agua en sitios como la Estación Biológica La Selva y el parque nacional Tortuguero, especialmente la laguna de Mondonguillo y la reserva Pacuare, en el Caribe costarricense. Esta laguna posee un islote de 33 x 19 m que es el único sitio conocido de anidamiento de esta especie en Costa Rica, que se reproduce entre julio y agosto. En un islote junto a la isla Uvita, frente a las costas de Puerto Limón, se asienta la única colonia de aves marinas en el Caribe, el alcatraz pardo (Sula leucogaster), aunque esta especie también se encuentra presente en el Pacífico, sobre todo en el golfo Dulce y Guanacaste.
La lapa roja (Ara macao, L: 90 cm, P: 1 kg) habita principalmente en el litoral Pacífico, formando bandadas de hasta 50 individuos. Son llamativas por su tamaño, su colorido plumaje y su llamado bullicioso. Se encuentran en la franja costera del Pacífico Central, la península de Nicoya, el parque nacional Carara y el parque nacional Corcovado en la península de Osa. La lapa verde (Ara ambiguus), en peligro de extinción, habita en la zona norte del país, alimentándose de los frutos del almendro de montaña. Incluyendo a estas dos especies de guacamayos, en el país hay 17 especies de Psittacidae.
La fragata o tijereta de mar (Fregata magnificens) habita en ambas costas del país, pero solamente se reproduce en dos lugares: la isla Bolaños, en el Pacífico norte, y la isla de los Pájaros, en el golfo de Nicoya. En época reproductiva, el macho desarrolla un buche grande y rojo que infla como un globo para atraer a la hembra. En la isla Bolaños también se reproduce una colonia de pelícanos pardos y otra de garcetas bueyeras, así como una colonia de ostreros americanos que se reproduce en febrero.

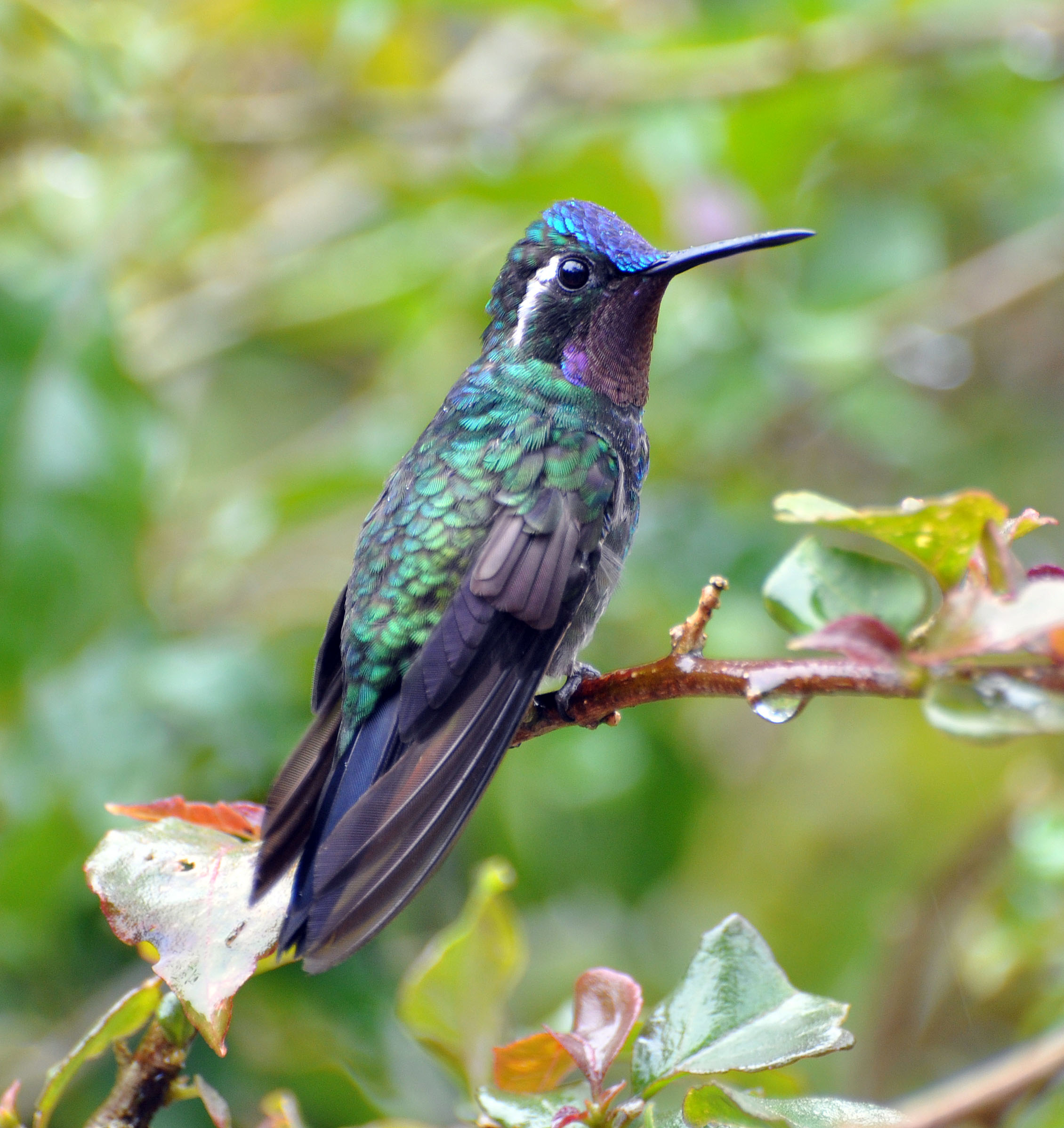
Colibrí montañés gorgimorado (Lampornis calolaemus) en el volcán Poás. En Costa Rica habitan 46 especies de colibríes.
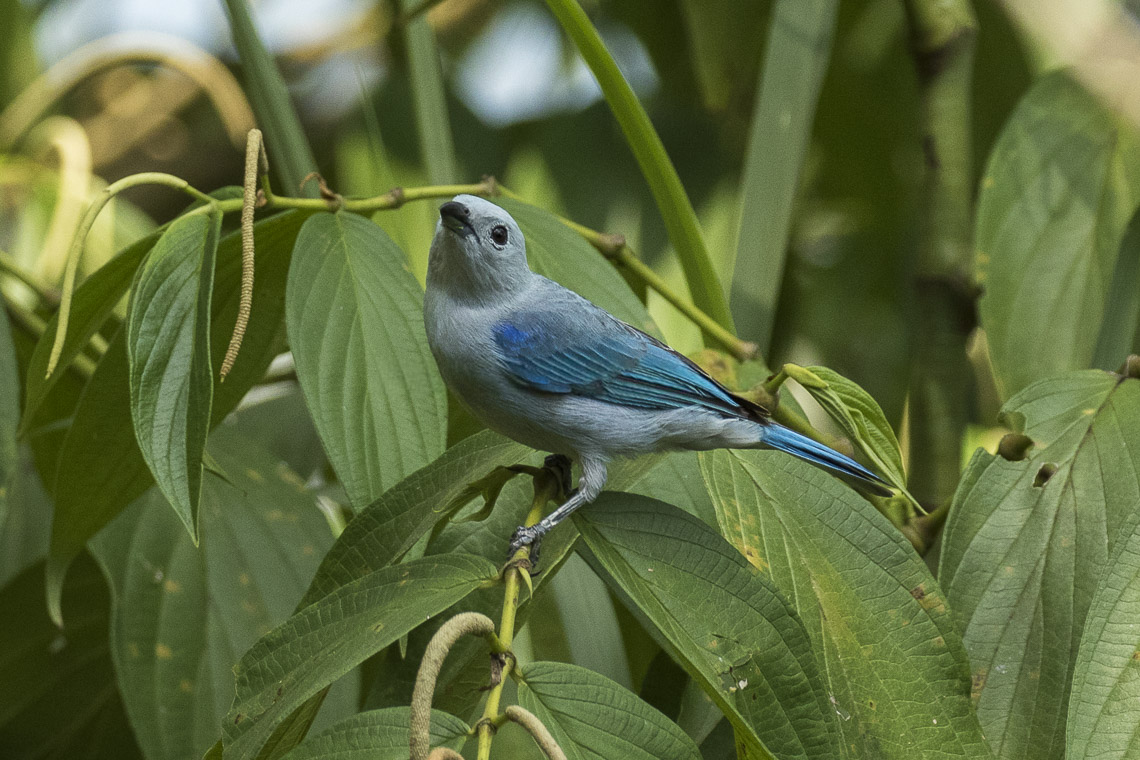
En Costa Rica hay 55 especies de Thraupidae, como la tangara azul (Thraupis episcopus), conocida locamente como viudita.
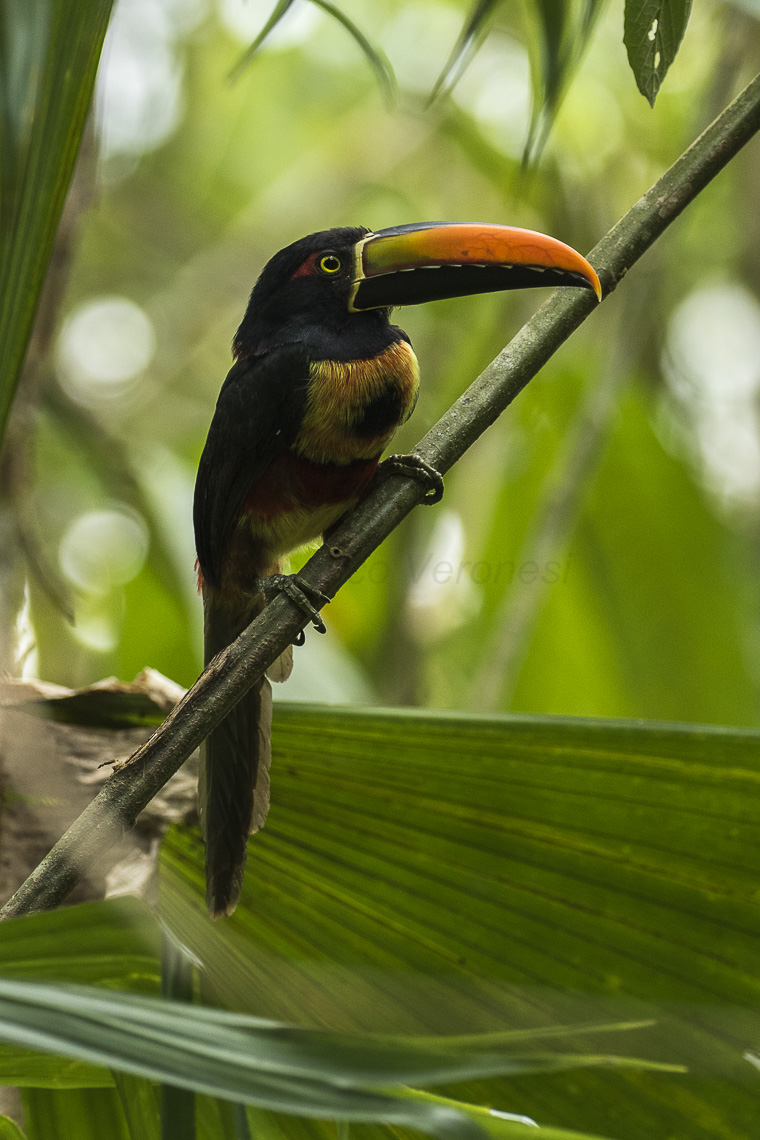
En el país habitan seis especies de tucanes y tucancillos, como el arasarí piquinaranja (Pteroglossus frantzii), llamado coloquialmente cusingo.
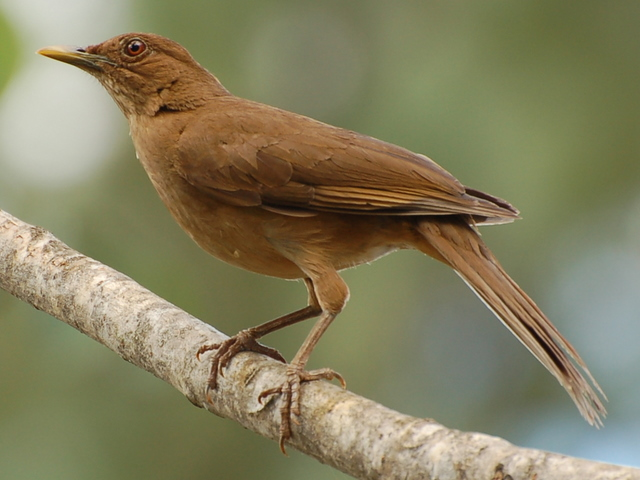
El yigüirro, ave nacional de Costa Rica, se distingue por su canto que anuncia las lluvias en el Valle Central. Es una de las 15 especies de mirlos del país.
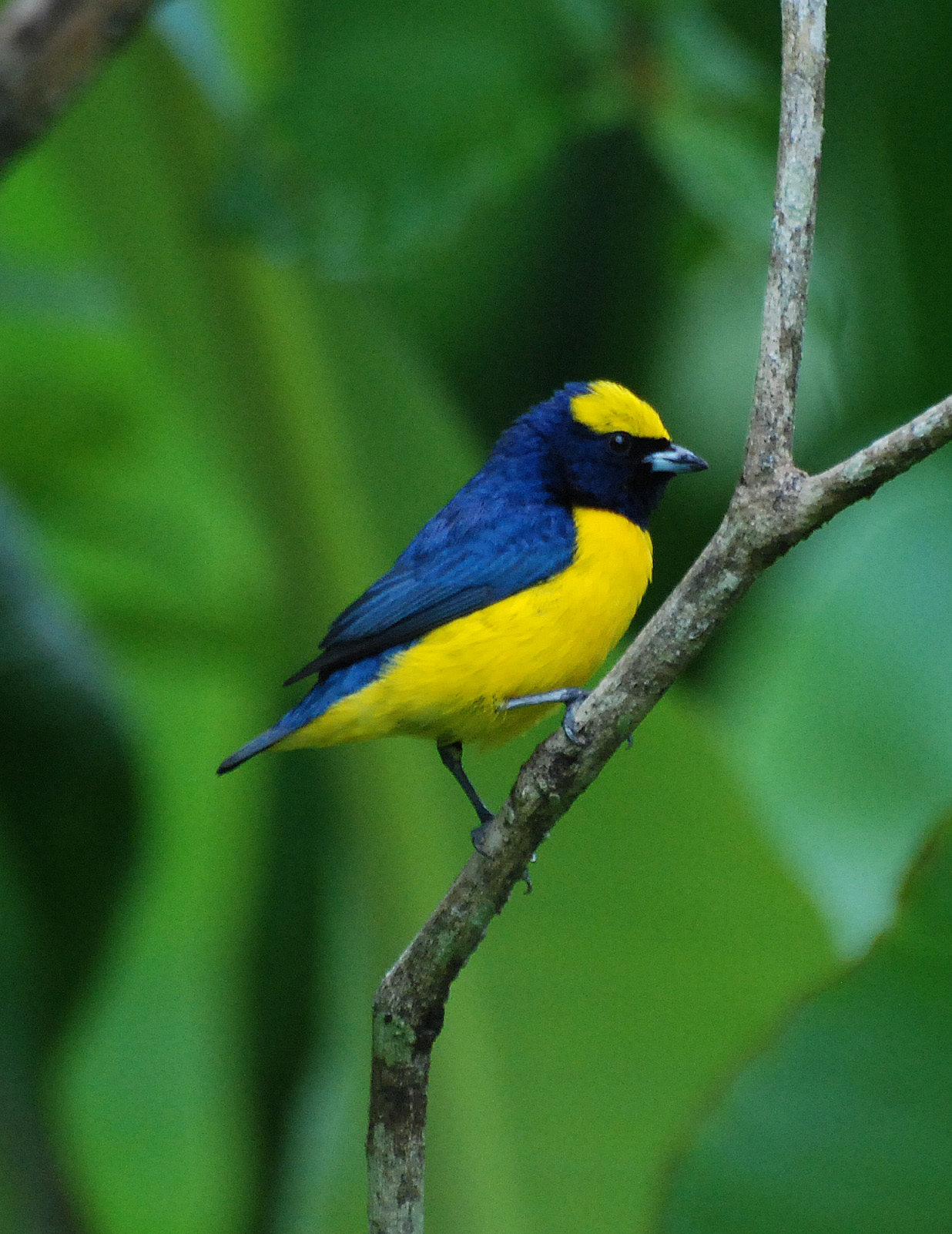
Las aves passeriformes son de las más abundantes en Costa Rica, como este ejemplar de eufonia gorgiamarilla (Euphonia luteicapilla).
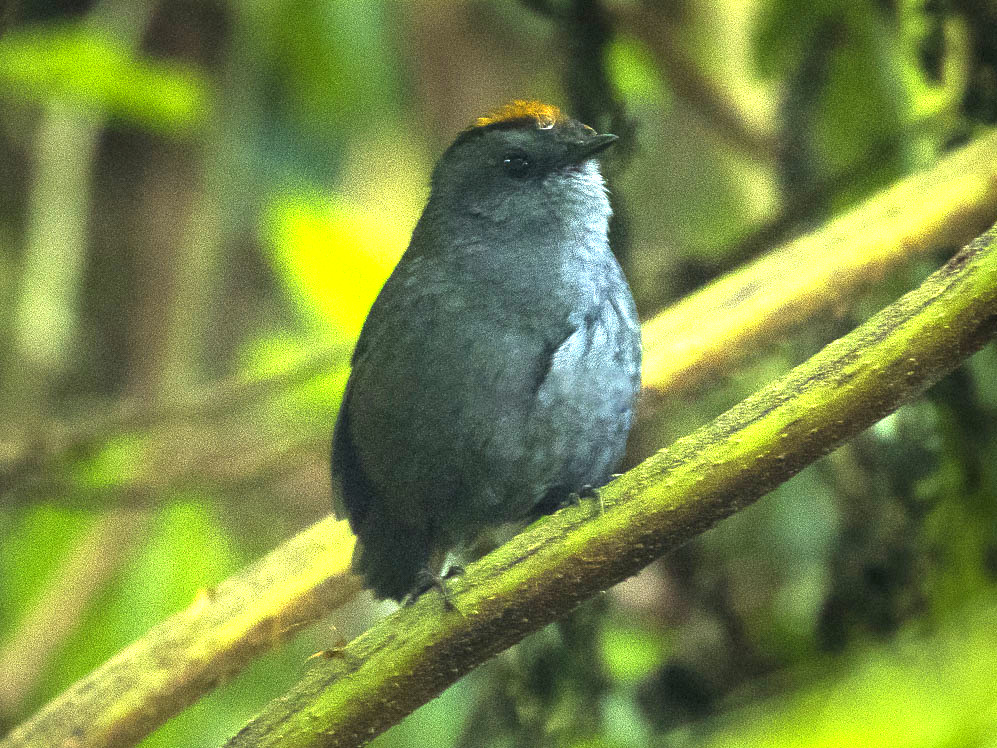
La reinita de Zeledón (Zeledonia coronata), descrita por el ornitólogo costarricense José Castulo Zeledón, es la única especie del género Zeledonia.

### En peligro
Diversas especies están en vías o peligro de extinción:
 14 especies se encuentran gravemente amenazadas de desaparecer del país, y  74 especies o subespecies de fauna y flora silvestres, o sus poblaciones, que tienen probabilidades de convertirse en especies en peligro de extinción en el futuro previsible.

### Migratorias
Se calcula que por Costa Rica transitan alrededor de 5.000 millones de aves migratorias cada año, provenientes del círculo polar ártico, Alaska, la tundra canadiense y los grandes lagos, y la costa este y oeste de los Estados Unidos. La migración a través del país se ve favorecida por la geografía de Costa Rica, debido a la disposición noroeste-sureste de su eje montañoso central y a las vastas planicies que bordean ambos océanos, lo que genera gran cantidad de hábitats y ecosistemas aptos para diversas especies. La mitad de las aves migratorias vuelan por debajo de los 1000 m s. n. m., mientras que un 30% lo hacen entre los 1000 y 2000 m s. n. m., y un pequeño porcentaje por encima de ese nivel.

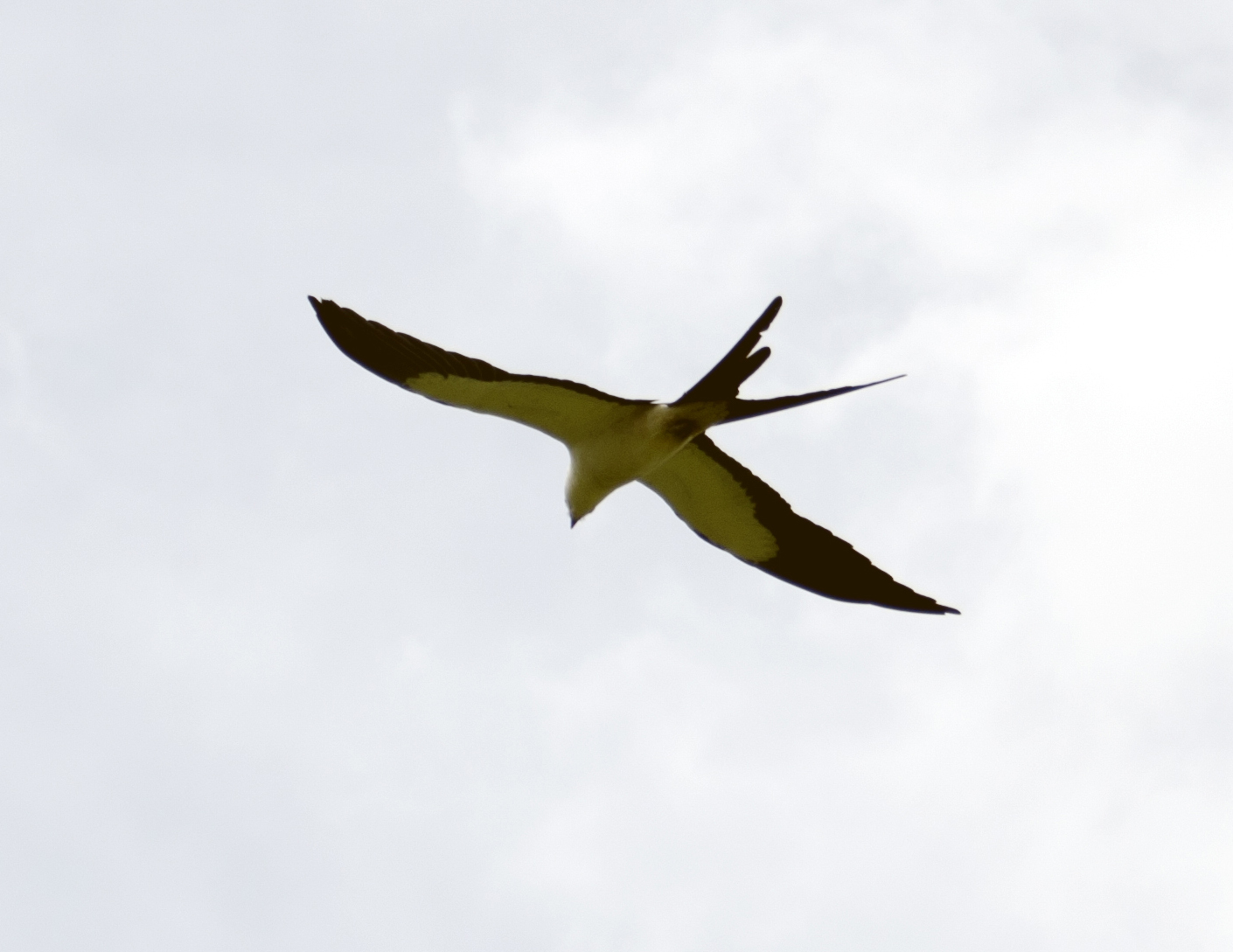
Ejemplar de elanios tijereta (Elanoides forficatus) en vuelo, especie que migra hacia Suramérica, pero es residente reproductiva en Costa Rica.

Las migraciones de aves inician en julio con aves como los chorlitos y correlimos, que se pueden avistar en grandes bandadas de hasta diez especies diferentes, que pueden alcanzar varios miles de individuos, agrupándose en las desembocaduras de los ríos, campos arados, salinas y camaroneras en los alrededores del golfo de Nicoya. Se estima que el 40% de los chorlitos y correlimos que emigran desde Norte a Suramérica se detienen en sitios de como playa Guiones, playa Pelada y punta Garza, en Nosara, Guanacaste. Entre estas especies de aves playeras, algunas son migratorias de paso, como el correlimos canelo (Tryngites subruficollis) y correlimos pradero (Bartramia longicauda), entre otros, mientras que otras son residentes temporales, extendiendo su estancia en el país entre septiembre y octubre y marzo y abril del año siguiente, como otros correlimos y algunos chorlitos de la familia Charadrius. Destacan la agujeta común (Limnodromus griseus) y el chorlito gris (Pluvialis squatarola).
En agosto, arriban especies como la reinita cerúlea (Setophaga cerulea) y el vireo ojirrojo (Vireo olivaceus), visibles en el Caribe, así como especies rapaces como elanios tijereta (Elanoides forficatus) y elanios plomizos (Ictinia plumbea). En septiembre y octubre abundan golondrinas en las costas y el Valle Central, así como su depredador natural, el halcón peregrino. Los bosques de montaña y el bosque lluvioso, así como parques y patios, se inundan de reinitas, mosqueros, orioles, picogruesos y otros passeriformes como la reinita amarilla (Setophaga petechia), una de las especies más abundantes y distribuidas en todo el país; la reinita trepadora (Mniotilta varia), el cacique veranero (Icterus galbula) y el cardenal veranero (Piranga rubra). El ave migratoria más pequeña de Costa Rica es el colibrí garganta de rubí (Archilochus colubris, P: 3 g), abundante en el valle de Ujarrás entre septiembre y abril, alimentándose del néctar de las flores de las plantaciones de chayote de esta región de la provincia de Cartago.
Al finalizar octubre, los cuerpos de agua del Pacífico reciben diversas especies de patos, así como en el Caribe arriban grandes grupos de garzones. El más abundante es el pato canadiense (Anas discors, L: 38 cm, P: 400 g), que se distingue por sus grandes parches azules sobre las alas. Se le puede observar en las tierras bajas y el Valle Central. Otros patos migratorios son el porrón menor (Aythya affinis), el porrón collarejo (Aythya collaris) y el pato cuchara (Anas clypeata). Estas especies se asientan principalmente en sitios protegidos como el parque nacional Palo Verde, ubicado en las llanuras del río Tempisque en Guanacaste, y que hospeda a 260 especies distintas de aves, así como en los humedales de Mata Redonda y Corral de Piedra, en la cuenca baja del río Tempisque, donde se aglomeran grandes concentraciones de patos canadiendes, así como especies nativas como cigüeñones (Mycteria americana), piches (Dendrocygna autumnalis), garzones y garzas reales.

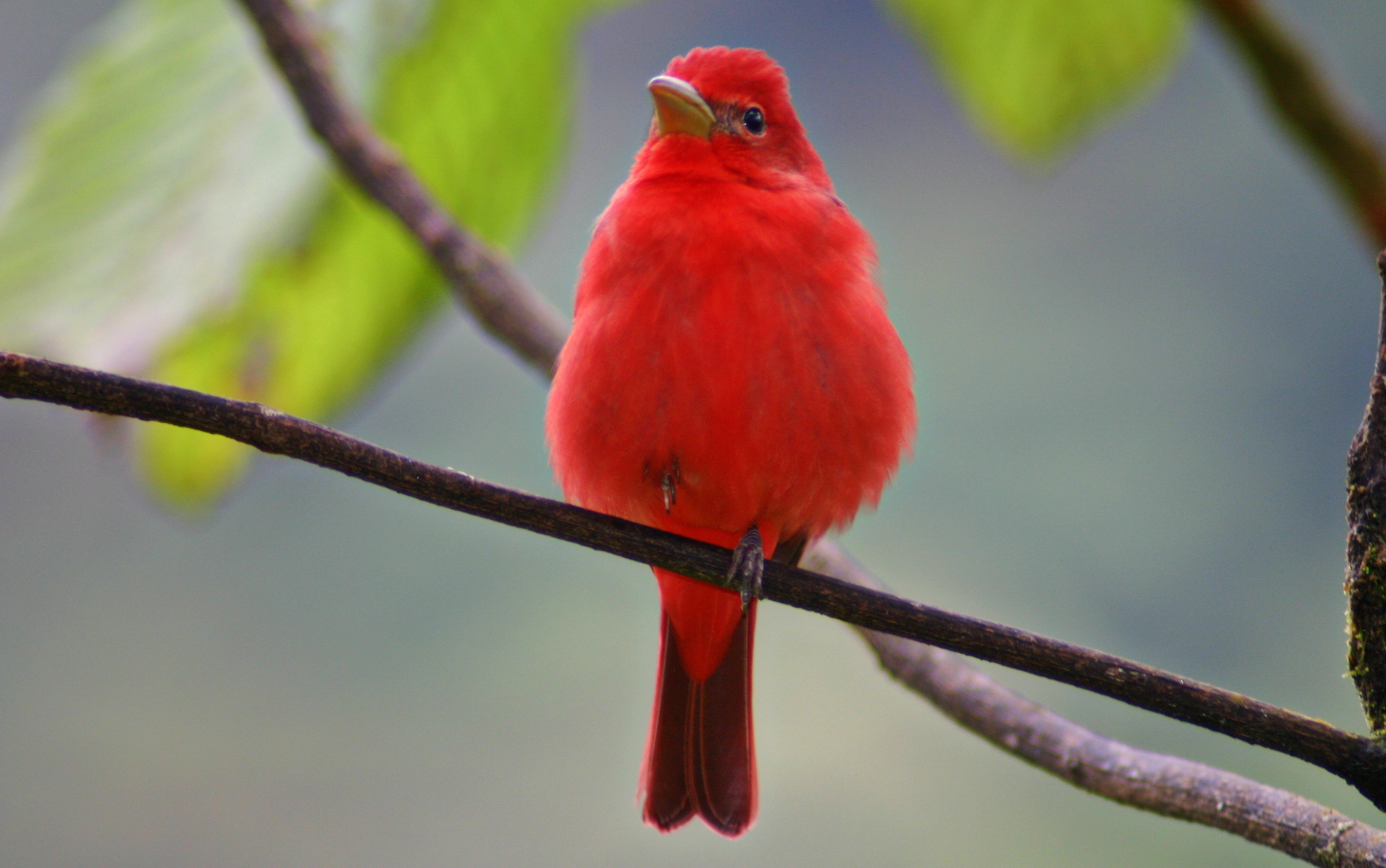
El cardenal veranero (Piranga rubra), común entre mediados de setiembre y mediados a fines de abril, en las bajuras de ambas vertientes. Fotografiado en Sarapiquí.
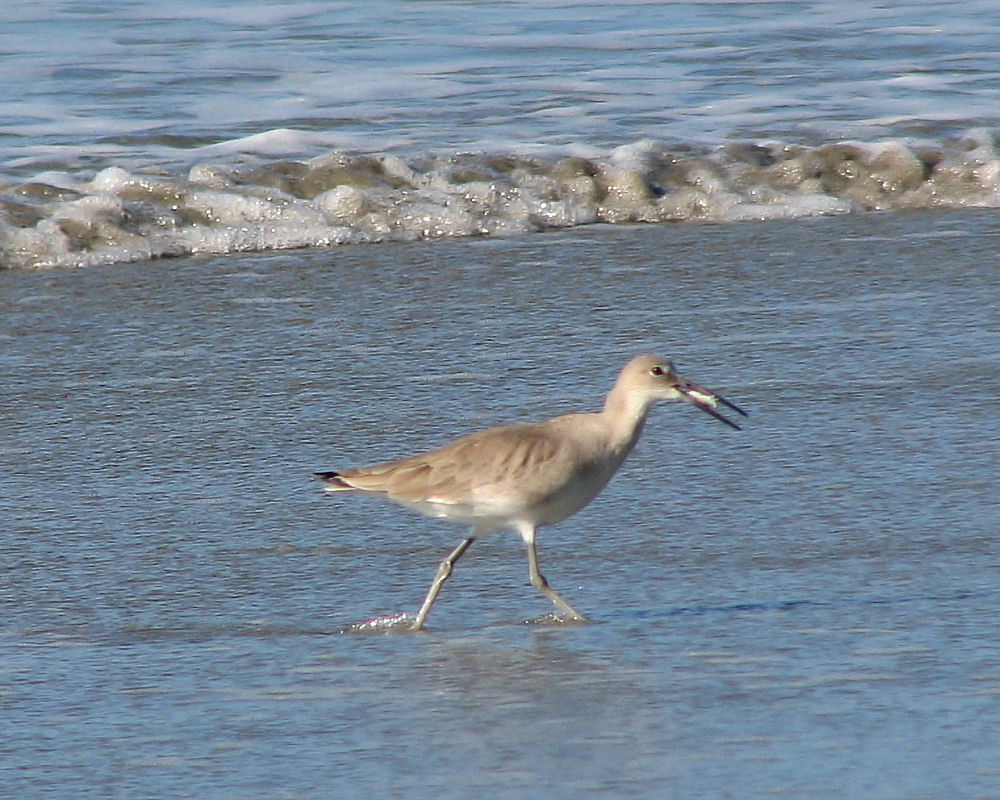
El playero aliblanco (Tringa semipalmata), conocido localmente como pigüilo, abundante en la costa del Pacífico costarricense durante el otoño (de agosto a setiembre) y la primavera (de finales de marzo a finales de mayo). Fotografiado en Manuel Antonio.
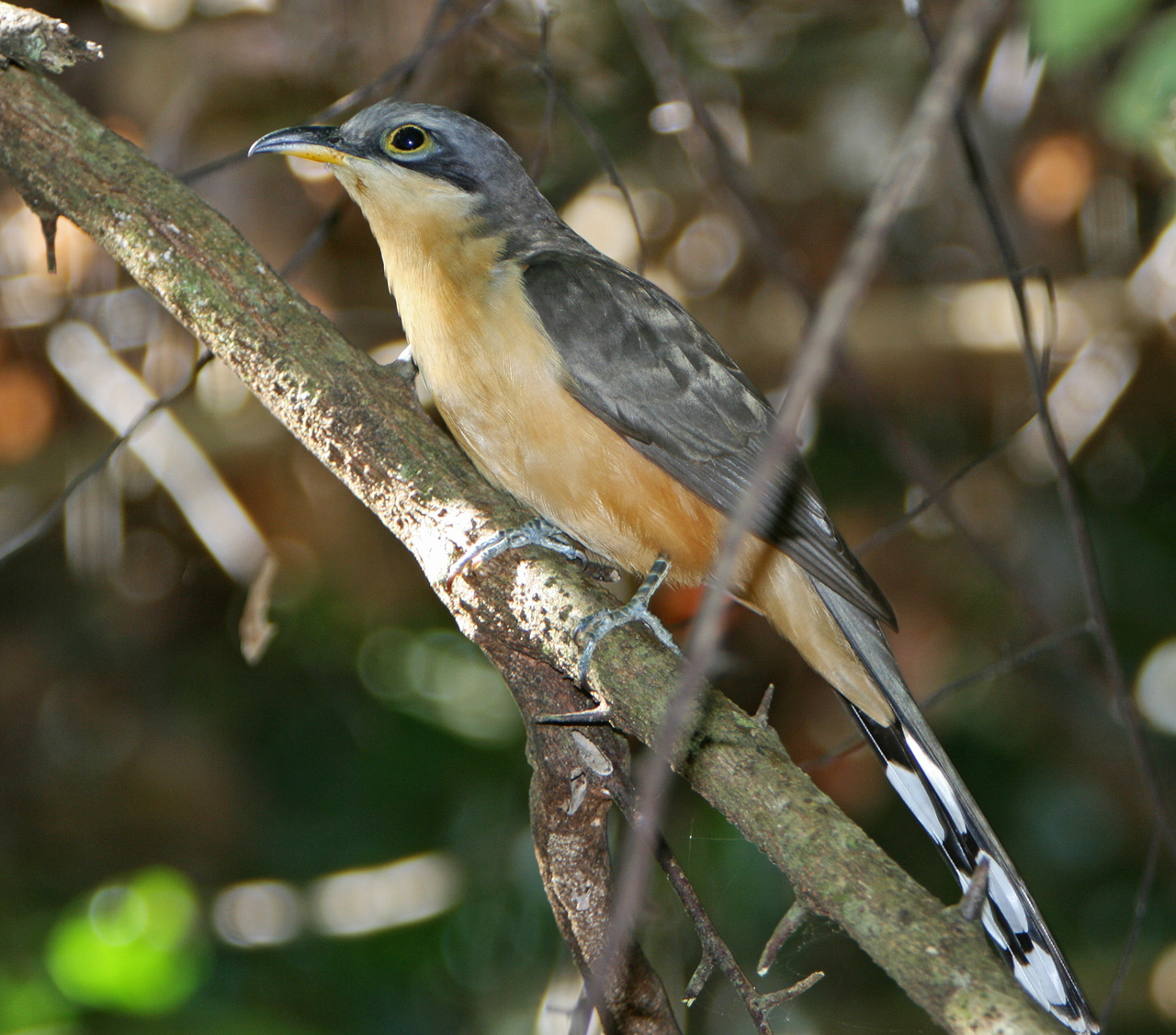
Cuclillo de antifaz (Coccyzus minor), se aloja en el país de diciembre a junio. Se le encuentra en la vertiente del Pacífico, golfo Dulce y el Caribe noroeste. Fotografiado en Manuel Antonio
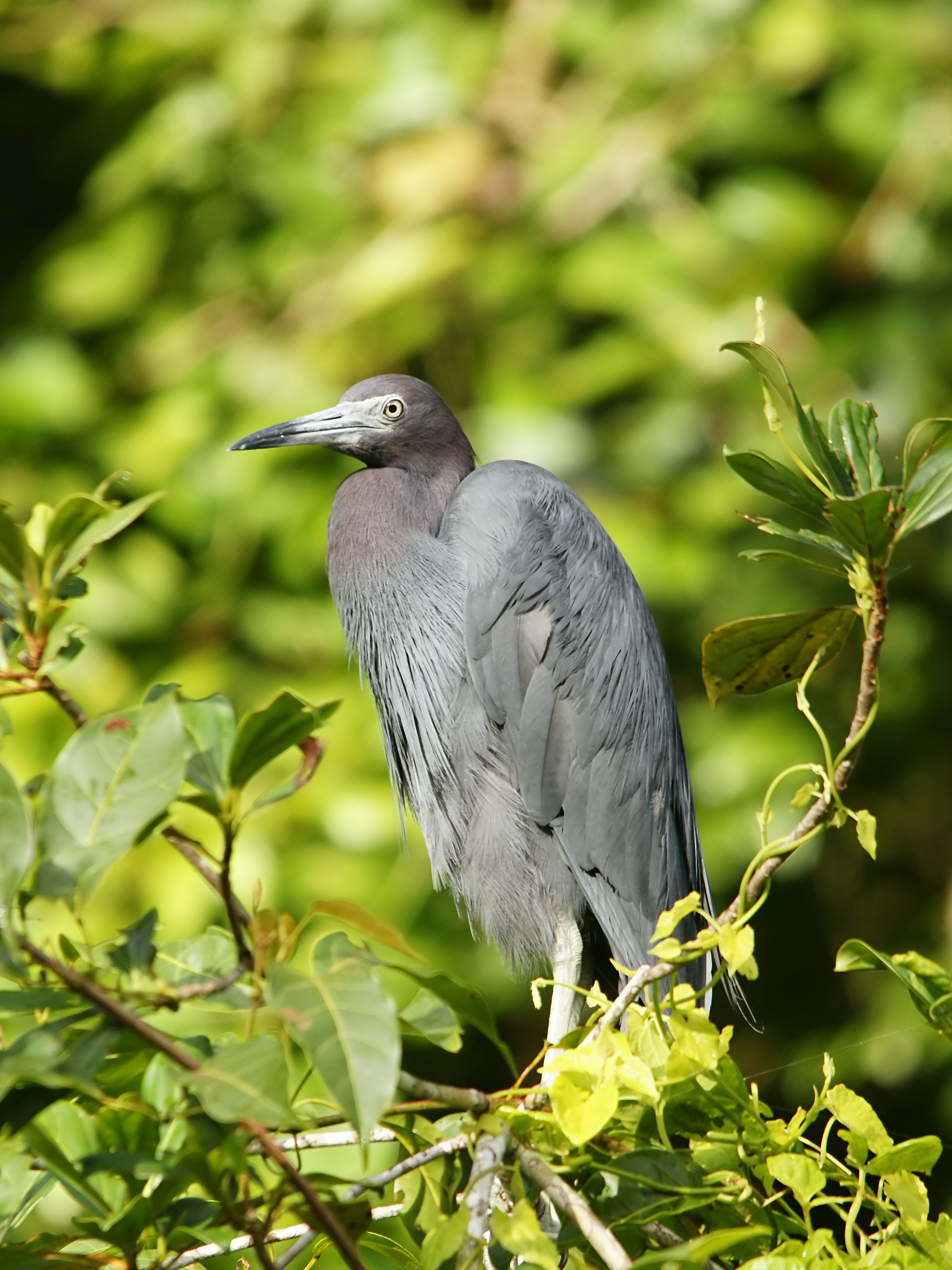
Garza azul (Egretta caerulea) es una especie migratoria y residente de invierno, común en las bajuras de ambas vertientes (Tempisque, Tortuguero). Fotografiada en Tortuguero.
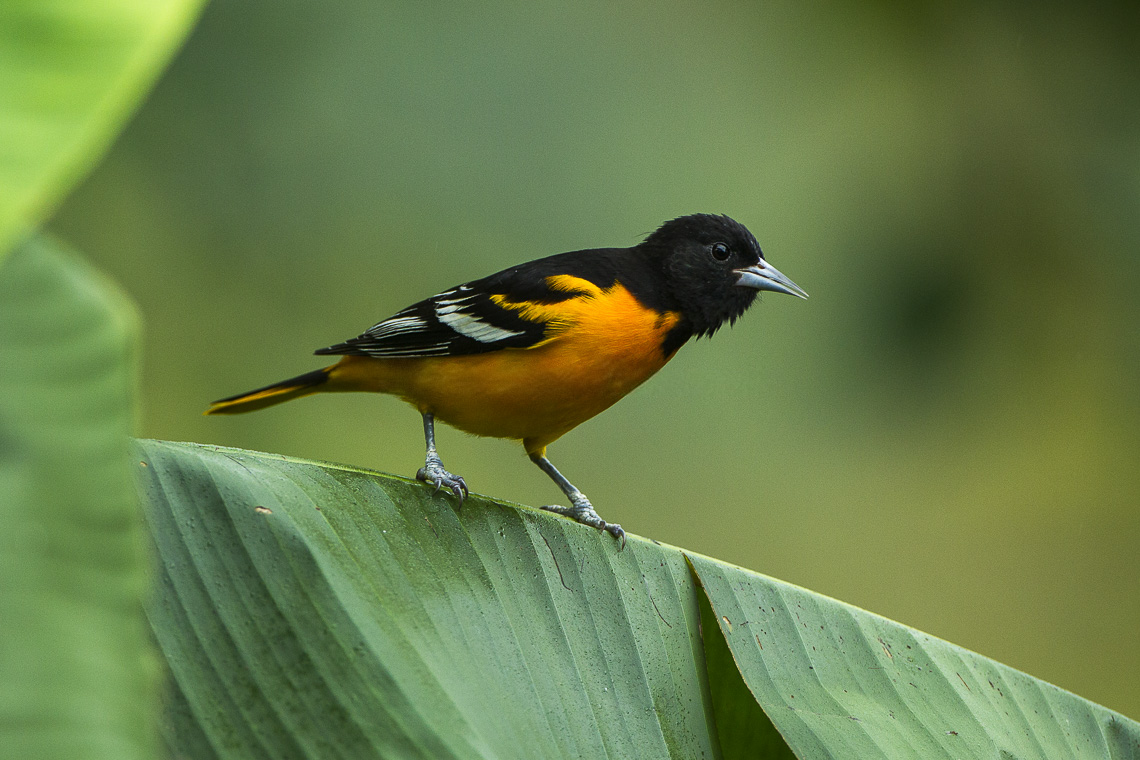
Cacique veranero (Icterus galbula), común de comienzos de setiembre a comienzos de mayo. Fotografiado en Cinchona.

### Aves introducidas naturalizadas

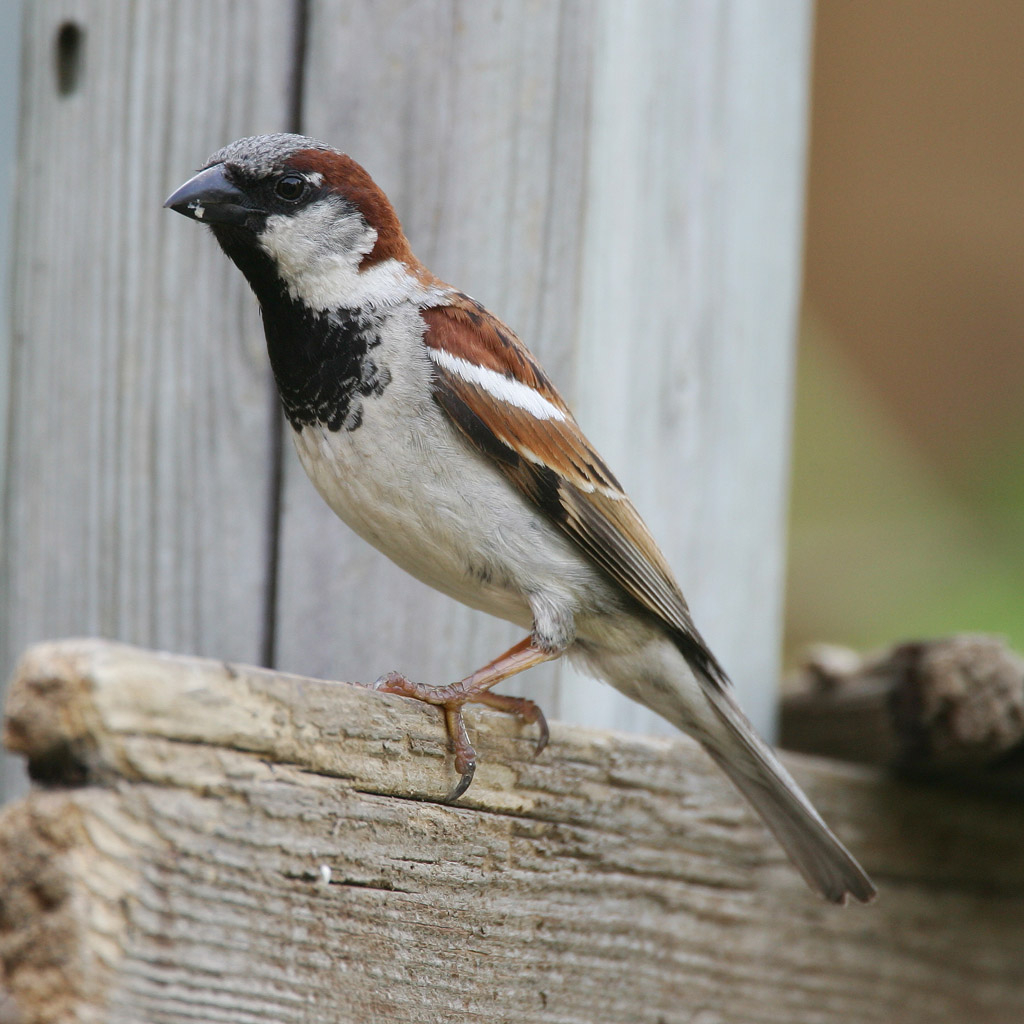
Gorrión: Passer domesticus

Algunas especies exóticas han sido introducidas o han migrado de otras latitudes y se han adaptado a las condiciones del país.
GORRIÓN (Passer domesticus) Ave pequeña, no migratoria, casi semi domesticada. Originaria de Europa, fue introducida en América en el siglo XIX y llegó a Costa Rica a mediados de los años setenta. 

Avefría teru (Vanellus chilensis): el primer registro en Costa Rica ocurrió en 1997. Actualmente, se encuentra en zonas bajas del país.A menudo se encuentran cerca de cuerpos de agua, tales como ríos, lagunas y plantas de tratamiento.

## Grupos más comunes
Descritos por  Skutch, el más destacado ornitólogo de Costa Rica, son: 

### Águilas, halcones, buitres y gavilanes

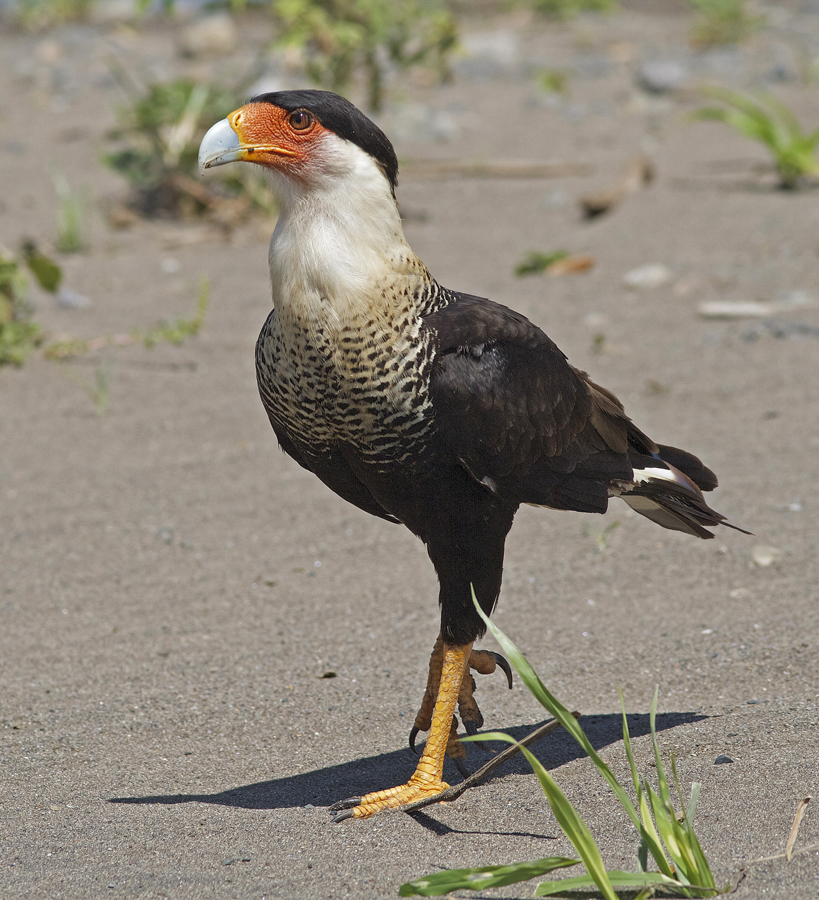
El Caracara cheriway de tamaño mediano es uno de los gavilanes más familiares en Costa Rica.

En Costa Rica habitan gran cantidad de especies rapaces y carroñeras, tanto migratorias como residentes. Hay 37 especies de gavilanes, 13 de halcones, 4 de buitres y 2 de águilas. En el país está presente el águila harpía (Harpia harpyja), el águila más grande del hemisferio occidental, y que fue motivo frecuente en el arte precolombino costarricense, sobre todo en objetos hechos de oro. 
Entre las especies de rapaces residentes más conocidas se encuentra el caracara (Caracara cheriway), conocido en Costa Rica como quebrantahuesos, que habita en las tierras secas del noroeste del país, en sitios de las provincias de Puntarenas y Guanacaste. Evita el interior de bosques densos y frecuentemente se le encuentra posado en un árbol a la orilla de un camino o en un potrero. En lo que se refiere a zopilotes y buitres, el más grande es el zopilote rey (Sarcoramphus papa), que se observa más frecuentemente en la región de la península de Osa, mientras que el zopilote negro (Coragyps atratus) es uno de los más abundantes, aunque se les observa raramente por encima de los 2000 m s. n. m.
Más de 3.5 millones de rapaces migratorias cruzan los cielos de Costa Rica cada año. Se trata de 17 especies de gavilanes, águilas pescadoras, halcones y zopilotes, que se encuentran en las llanuras del norte y el Caribe Sur, cerca del parque nacional Cahuita, así como en el sector de Varablanca. Entre estas especies, destacan el zopilote cabecirrojo, el gavilán aludo (Buteo platypterus), el elanio rojinegro, el gavilán de Swainson (Buteo swainsoni), el halcón peregrino y el gran gavilán negro (Buteogallus urubitinga) , así como el águila pescadora (Pandion haliaetus).

### Lechuzas y búhos

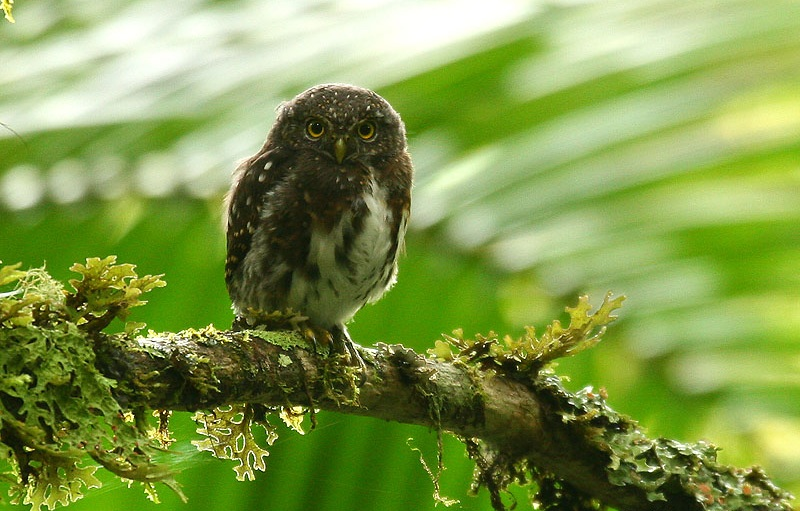
Ejemplar de Glaucidium costaricanum, posado en un árbol en San Gerardo de Dota.

En Costa Rica hay 16 especies de búhos de la familia Strigidae, y 1 especie de lechuza residente. Entre los búhos residentes de mayor tamaño, se pueden mencionar el oropopo u búho de anteojos (Pulsatrix perspicillata), el búho de mayor tamaño del país (48 cm), el estucurú (Megascops choliba), y la sorococa (Megascops cooperi).
El búho pigmeo costarricense (Glaucidium costaricanum) es un búho pequeño de plumaje color café-rufo oscuro, con el abdomen blanco, y manchas y ribetes blancos en la cara. Es común en las elevaciones intermedias de la cordillera Volcánica Central y de Talamanca. El majafierro (Glaucidium brasilianum) es un búho pequeño de 15 cm y 70 g de peso, que se localiza desde el nivel del mar hasta los 1500 m s. n. m., común en las bajuras del noroeste del país, llegando hacia el sur hasta las colinas arriba de Parrita y el Valle Central.
La única especie de lechuza residente es Tyto alba, de amplia distribución tanto en la vertiente Caribe como en la Pacífica, más abundante en las bajuras del noroeste y el Valle Central. Se encuentra desde el nivel del mar hasta los 1850 m s. n. m. Se han observado algunas especies accidentales, como la lechuza llanera (Athene cunicularia), que se observó en 2012 luego de 100 años de no reportarse en el país.

### Palomas

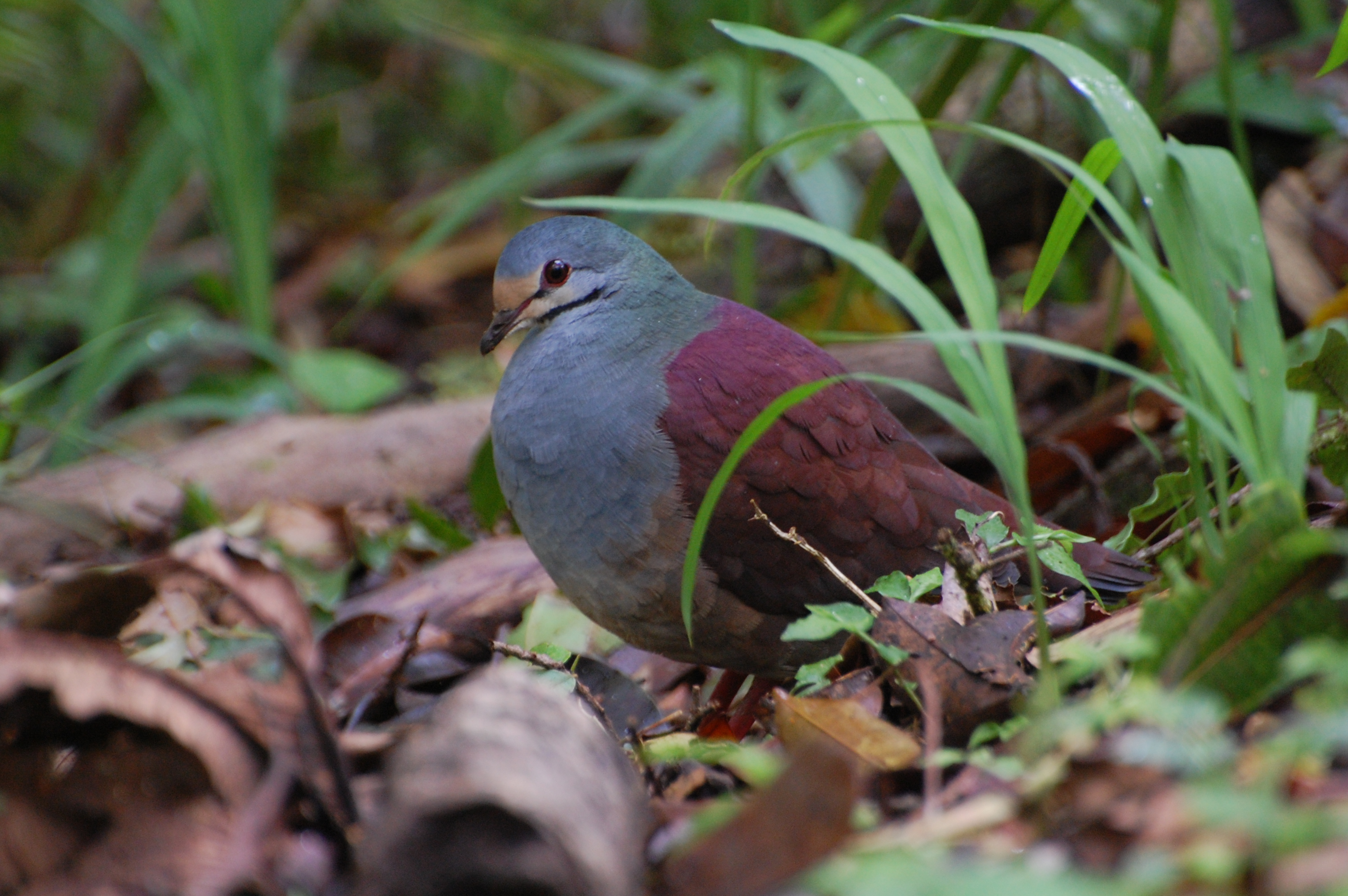
Paloma perdiz costarricense (Zentrygon costaricensis), endémica de Costa Rica y Panamá.

Se han registrado 25 especies de palomas, torcazas, zeneidas y tórtolas pertenecientes a la familia Columbidae. Entre las más grandes, de hasta 30 cm y 230 g, se encuentra la paloma morada (Patagioenas flavirostris), común en las bajuras del noroeste y en el Valle Central, y más rara en la parte baja de la vertiente del Caribe.  Presentan la cabeza, el cuello y el pecho color púrpura vinoso y la espalda gris parduzco oscuro, con un extenso color rufo purpúreo en los hombros. Otra especie destacada es la paloma collareja (Patagioenas albilinea), que habita las tierras altas, onduladas y con bosque. Es un ave grande, que mide 35 cm y pesa 315 g. El plumaje es morado púrpura iridiscente, con matices de verde y azul. Tiene el pico amarillo y una media luna blanca conspicua en la nuca, que la da su nombre.
En Costa Rica hay tres palomas del género Zentrygon que son endémicas de Costa Rica y Panamá, destacando la paloma perdiz costarricense (Zentrygon costaricensis). Se trata de una paloma terrestre que se alimenta de forraje, frutos caídos, insectos y semillas. Es relativamente grande: mide 28 cm y pesa 250 g. Se caracteriza por su patrón facial llamativo. Habita en el bosque húmedo y el bosque montano, en las principales cadenas montañosas, desde la cordillera de Guanacaste hasta la cordillera de Talamanca, entre los 1000 y 3000 m s. n. m.
Entre las especies introducidas, están la paloma bravía (Columba livia), común en las ciudades, y la torcaza turca (Streptopelia decaocto).

### Cuclillos
11 especies: los tijos viven en potreros, sabanas, jardines, bosques abiertos y ciénagas cubiertas con zacate alto. En grupos acompañan el ganado, cazando los chapulines y otros insectos que ahuyentan del zacate.

### Chotacabras
9 especies: en el crepúsculo, el cuyeo se vuelve activo, saliendo a un campo más abierto y, por medio de vuelos cortos que muchas veces terminan donde empezaron, coge insectos con su amplia boca. Frecuentemente caza su comida sobre un camino rural, donde sus ojos grandes brillan frente a las luces de los pocos automóviles que pasan. Sin hacer nido alguno, la hembra pone sus dos huevos sobre la hojarasca, donde difícilmente se distinguen.

### Colibríes

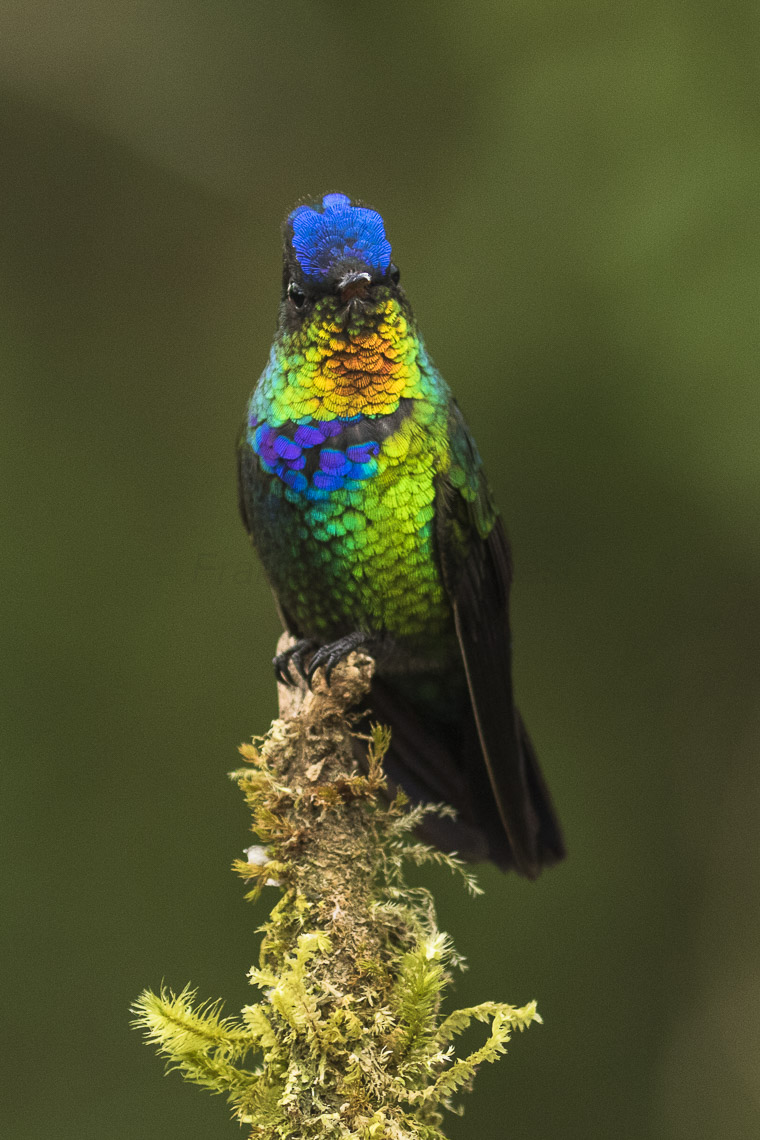
Ejemplar de Panterpe insignis, en el Parque Nacional Los Quetzales.

46 especies. Nombre común de cualquiera de las más de 300 especies que componen una familia de aves pequeñas, propias del continente americano. Los colibríes, también llamado gorriones, son conocidos por su rápido vuelo; sus potentes aleteos son tan rápidos que producen un zumbido. Se alimentan de néctar y pequeños insectos que encuentran en el interior de las flores y se ciernen en el aire frente a ellas mientras introducen su lengua larga y extensible. Para alejarse de las flores los colibríes tienen que volar hacia atrás; son las únicas aves capaces de efectuar esa maniobra. Los esbeltos picos de los colibríes varían en tamaño y curvatura en función del tamaño y forma de la flor favorita de cada especie. La mayoría de los colibríes exhiben brillantes colores y un verde iridiscente, por lo general metálico. 

### Trogones

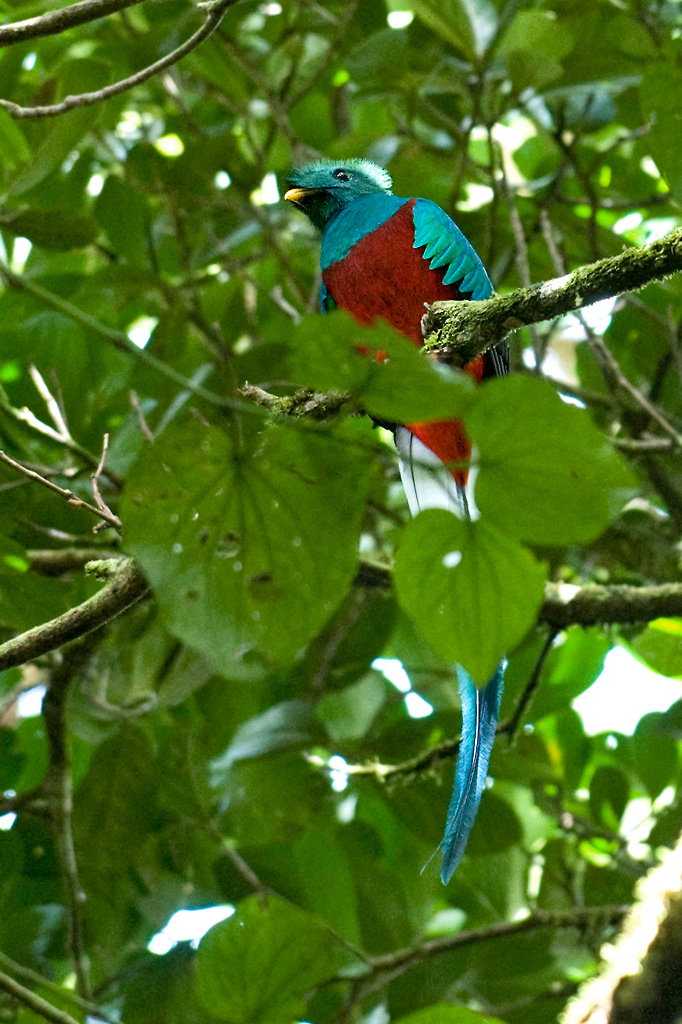
Quetzal

10 especies. Nombre común que reciben unas 39 especies de aves caracterizadas por su bonito plumaje. Es primo del Quetzal y viven en las regiones tropicales del mundo, pero son más numerosos y variados en América, donde existen cuatro géneros y 25 especies.  El quetzal, ave símbolo guatemalteca, es un ave de gran belleza que se encuentra en América Central y figura en la mitología de las culturas prehispánicas de esta región

### Martines pescadores
4 especies. Vive a las orillas de lagos, ríos y quebradas de poca profundidad que corren bajo las sombras de los bosques. Se posa sobre una piedra o rama a poca altura sobre el agua hasta que divisa a un pez pequeño. Entonces se lanza precipitadamente al agua, se sumerge, y, si tiene suerte, sube del agua un instante después con su presa en su pico y lo lleva a una rama, contra la cual lo golpea repetidamente hasta que lo traga.

### Momotos

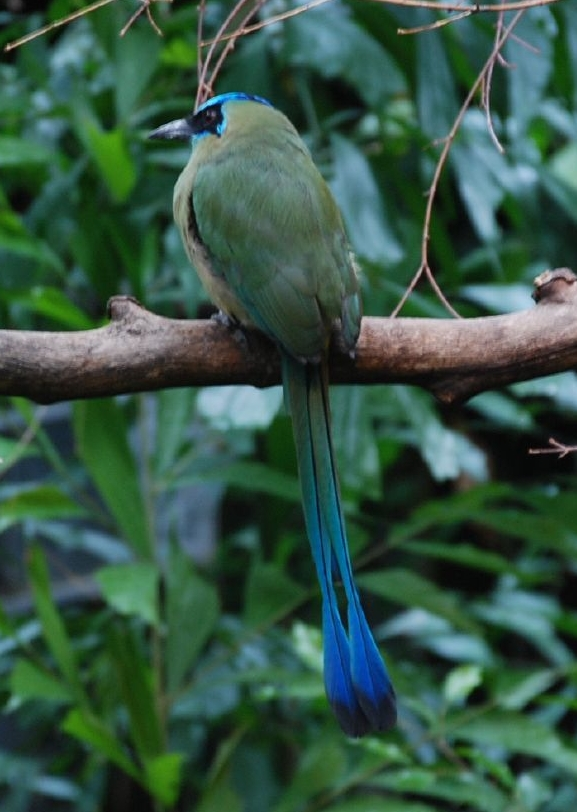
Pájaro bobo

6 especies. Lo que más llama la atención en el pájaro bobo es su cola. Los momotos viven solitarios o en parejas, en bosques y breñones, y a veces entran en jardines arbolados, acercándose a las casas. Se alimentan con insectos de muchas clases, gusanos, arañas, lagartijas pequeñas, y una gran variedad de frutas.

### Jacamaras
2 . Gorrión de montaña, con su plumaje verde metálico y pico agudo, la jacamara parece un colibrí gigante. Posándose sobre una rama, cazan insectos volando.

### Bucos
5 especies. Con su plumaje aflojado, parecen tan gordos que a veces se llaman "pájaros hinchados". Cazan insectos en el aire.

### Barbudos
2 especies. Comen principalmente insectos que encuentran en hojas secas y enrolladas entre las ramas altas. A menudo se cuelgan cabeza abajo para investigar las hojas. También comen algunas frutas, como higos.

### Tucanes

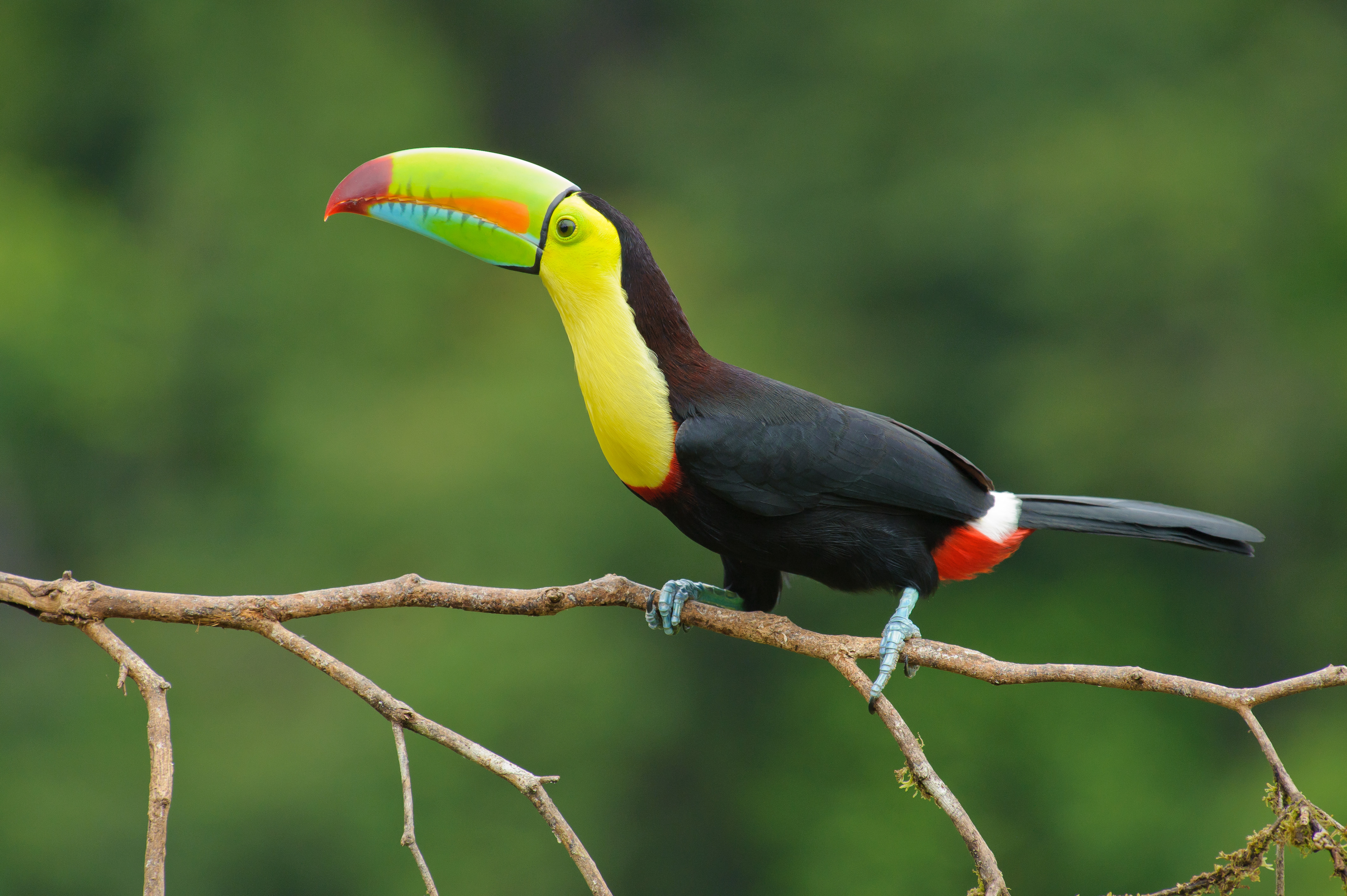
Tucán pico arcoíris (Ramphastos sulfuratus), también llamado Rey Curré, es el tucán más colorido del país.

6 especies: tienen un pico enorme y con colores brillantes que, en alguna de las especies de mayor tamaño, supera la mitad de la longitud corporal. En el género que abarca a los tucanes de mayor tamaño, el plumaje suele ser negro con toques blancos, amarillos y escarlatas. 
El curré o cusingo, miembro de una familia de pájaros que habitan en América tropical, desde México hasta Argentina, excepto en las Antillas, y que se caracterizan por su colorido y por tener un pico de gran tamaño, pero ligero.

### Carpinteros

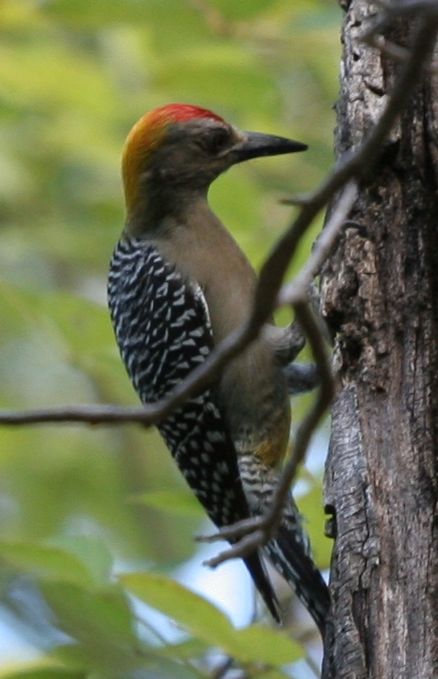
Carpintero

16 especies. Como otros carpinteros, éstos usan sus colas con puntas agudas para apoyarse mientras trepan por los troncos verticales. Con sus picos fuertes y agudos, sacan insectos de los árboles, y también comen frutas.

### Trepadores
16 especies. Hay dieciséis especies de trepadores. Todos de colores obscuros, principalmente café y rojizo, más o menos manchados o rayados con tintas más claras

### Furnáridos
18 especies. Comen insectos y arañas que cogen sobre el suelo o dentro de hojas secas y enrolladas. Pocos pájaros tan pequeños hacen nidos tan grandes y complejos, lo que les gana el nombre de arquitectos

### Hormigueros
8 especies Gallito de selva, comen insectos y lagartijas. Viven en matorrales bajos y tupidos, donde abundan zacates altos, en regiones lluviosas.

### Saltarines
8 especies Sargento, vive en las selvas húmedas, desde los niveles bajos hasta las copas de los árboles grandes. Come muchas bayas pequeñas, que arranca de las ramas mientras vuela, y de la misma manera coge insectos de las hojas.

### Cotingas
En parejas o grupos pequeños, que suelen consistir en más machos que hembras, vagan por los bosques, húmedos o secos, y abras con árboles esparcidos. Casi siempre se mantienen alto en las copas, buscando insectos y frutas de muchas clases, Esta es la familia del pájaro campana con 9 especies

### Mosqueros

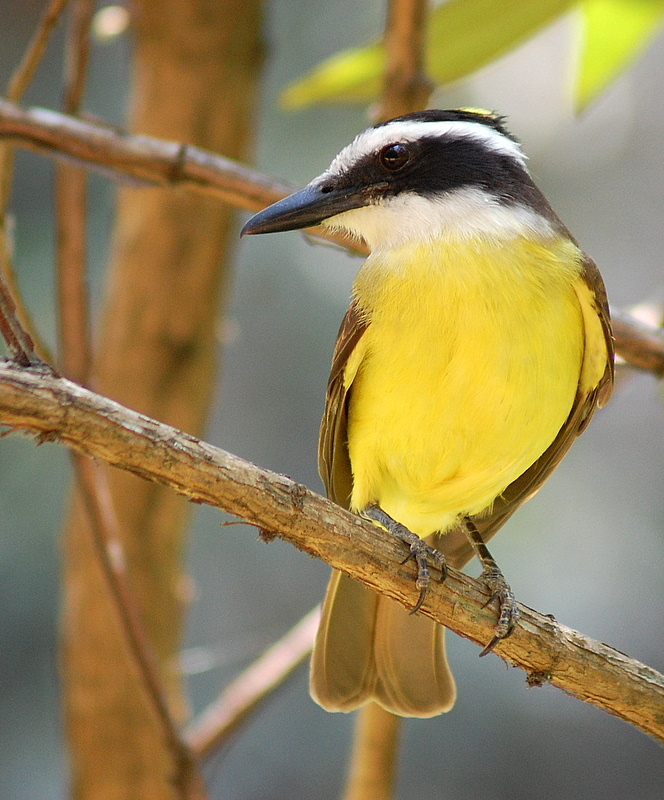
Pecho amarillo

78 especies. Pecho amarillo y tijereta sabanera, Estos mosqueros se encuen¬tran en lugares abiertos, como sabanas y ciénegas con árboles y arbustos esparcidos entre el zacate, donde se posan a poca altura, espiando a sus alrededores hasta que ven un insecto, que en vuelo rápido cogen en el aire o sobre la tierra. El nido es de poca profundidad, compuesta de palitos, pajitas y fibras vegetales, bien forrada con materiales suaves.

### Golondrinas
12 especies  Las golondrinas se alimentan de in¬sectos que coge mientras vuela alto con muchas vueltas y cambios repentinos de dirección. Cuando se cansa, se posa en una ramita expuesta o un alambre telegráfico, casi siempre con algunos compañeros. Para su nido, las golondrinas escogen cualquier hoyo estrecho, en un tronco, en un pare¬dón de tierra, en un puente, en la pared de una casa, o debajo de un techo, sea de tejas, metal o paja

### Urracas

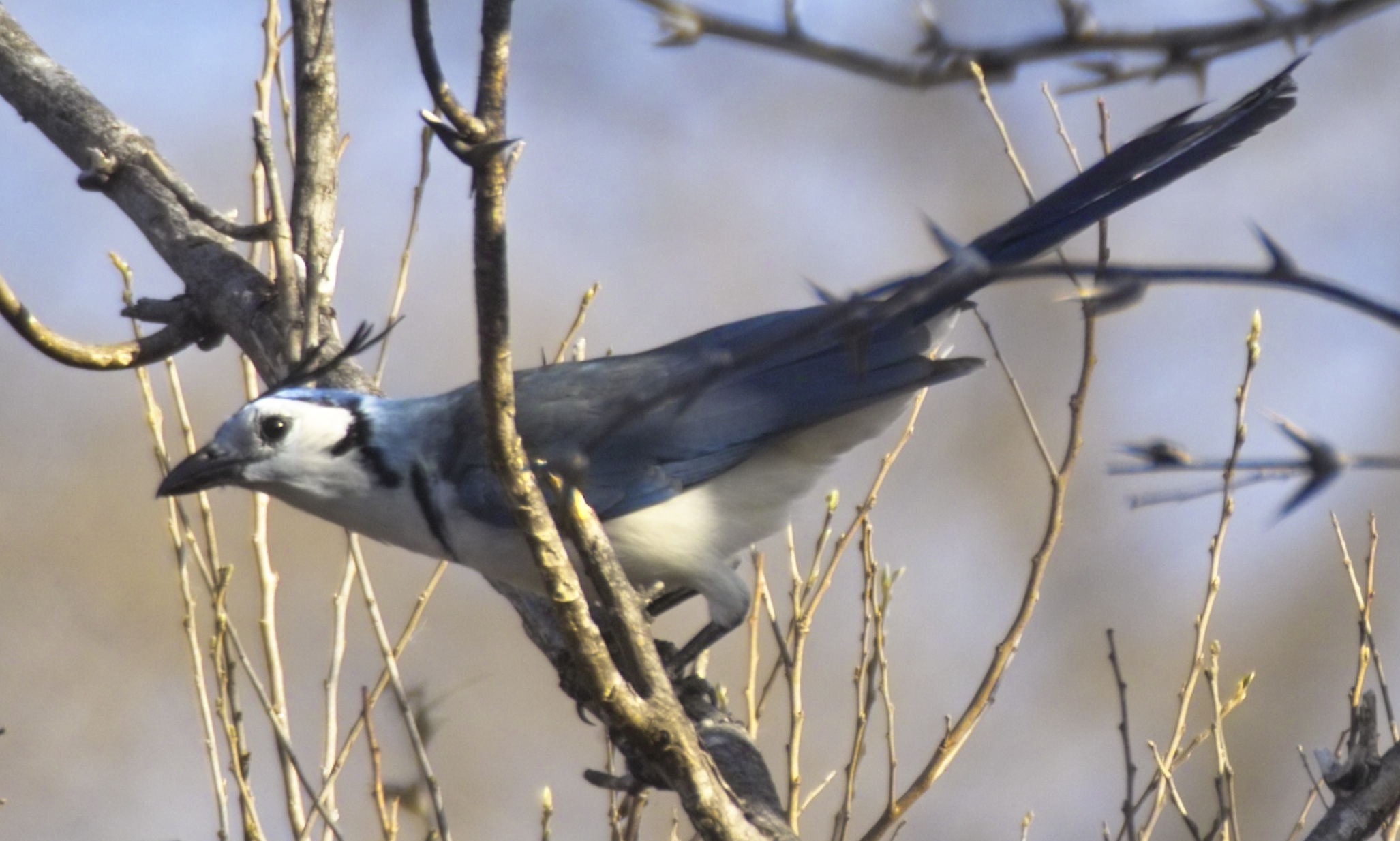
Urraca

5 especies  Piapia y urraca, vagan en bandadas pequeñas por los bosques húmedos, densos y obscuros de los cerros a alturas medianas, entre 450 y 1,650 metros sobre el nivel del mar, anunciando su presencia con gritos ásperos y duros. 
La especie más llamativa en los bosques secos del pacífico es la urraca copetona o piapia azul.

### Soterrés
22 especies Estos soterrés habitan rastrojos, matorrales y repastos descuidados donde el monte es denso pero de poca altura. Casi siempre se quedan bien escondidos mientras buscan gusanos, insectos alados y arañas.

### Mirlos

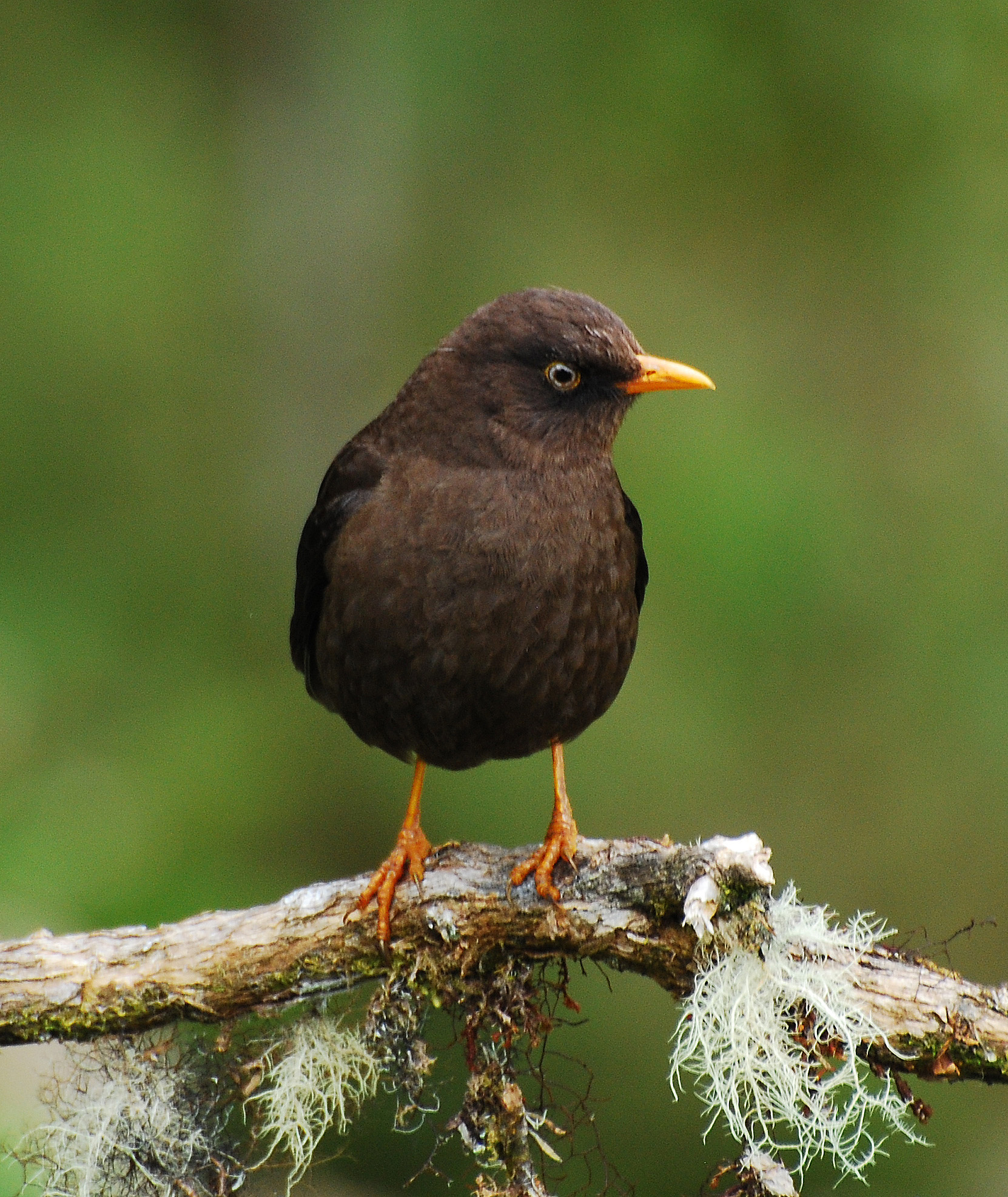
Escarchero del Cerro de la Muerte

15 especies  Jilgueros y escarcheros son muy abundantes en las alturas, donde viven en los bosques de robles gigantes también en potreros. Estos mirlos recogen muchas fruías y semillas de los árboles y las plantas de menor tamaño que crecen sobre ellos, y también buscan insectos y arañas entre el zacate de los repastos. El yiguirro, bien conocido por que vive en jardines, parques, cafetales, y potreros sombreados y su canto ricamente variado.

### Perlitas y soterrillos
4 especies Viven en parejas en los niveles inferiores de la selva húmeda y en breñones altos y tupidos, buscando los insectitos que comen.

### Vireones
Registra el follaje para encontrar su comida preferida, gusanos gordos.

### Víreos
16 especies Estos verdillos habitan las selvas húmedas, donde en pa¬rejas o familias erran por los niveles inferiores en bandadas mixtas de pájaros pequeños que incluyen varias especies de hormigueros, mosqueros y tangaras. Los verdillos se paran solo el tiempo necesario para arrancar un insecto o araña de las hojas o ramitas y enseguida vuelven a ponerse en marcha.

### Mieleros

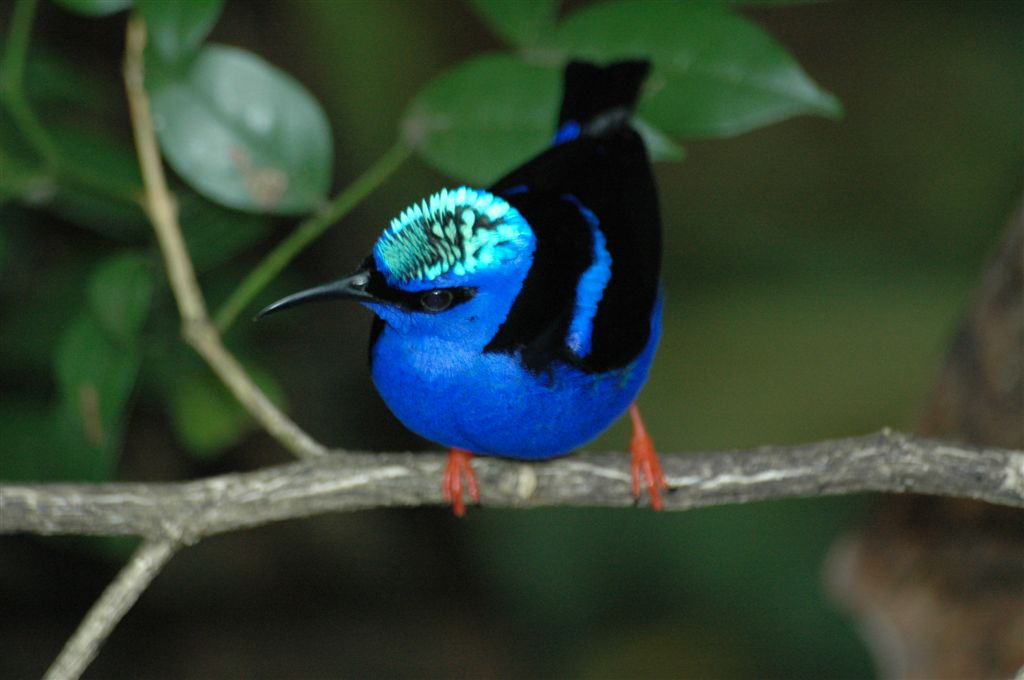
Mielero

Chupan néctar de las flores, comen frutas e insectos pequeños.

### Tangaras
41 especies En una familia famosa por su plumaje brillante, estos tangaras, igualmente obscuros en ambos se¬xos, son excepcionales. Viven principalmente en la zona subtropical, donde vagan por los árboles cargados con plantas epífitas en bandadas de hasta una docena, muchas veces acompañados por otros pájaros pequeños

### Reinitas
52 especies Entre las de aves migratorias que cada año vienen a Costa Rica para escapar de la nieve y de la escasez de comida del invierno frío en el norte, hay treinta y una especies de la familia de las reinitas. Las Reinitas Amarillas empiezan a llegar a la costa del Atlántico a mitad de agosto, y un poco más tarde aparecen en el Valle Central y en el Valle de Térraba.

### Bolseros y oropéndolas

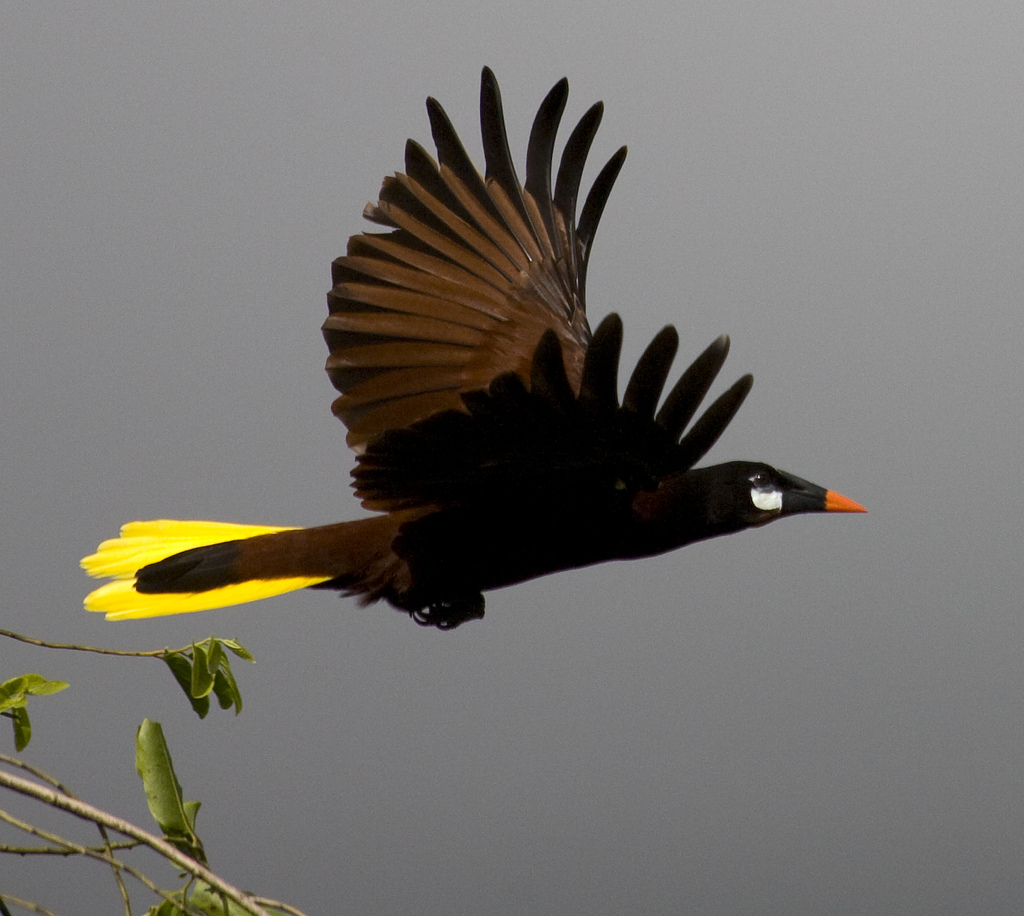
Oropendola

22 especies  Estos bolseros duermen en zacatales altos, junto con setlleros y otros pájaros pequeños. Entre las aves de Costa Rica, el nido de esta especie es excepcional. Es una bolsa poco profunda, tejida con fibras finas de color claro, que la hembra cuelga debajo de una hoja grande.

### Pinzones y semilleros
14 especies Estos pinzones grandes viven en jardines y plantaciones bien sombreados, breñones húmedos, y bosques abiertos, pero no entran en las grandes selvas densas. Comen frutas de muchas clases, incluso bananos, y también corolas de flores.

### Loros y lapas
Nombre común que se aplica a unas aves de brillante colorido que incluye entre otros a las loras, los guacamayos y los pericos. Las especies  de guacamayos que habitualmente podemos encontrar son el azul y el rojo.

### Garzas
Diversa especies de garzas habitan ríos, costa. Esteros y lagunas, como garzas blancas, rosadas, pico cuchara y la garrapatera que acompaña al ganado en los potreros. El cigüeñón o galán sin ventura es una ave grande de 102 cm. que frecuenta las lagunas de agua dulce o salada en grupos que se alimentan de pequeños peces. Se encuentran en el Pacífico  Guanacaste y Caño Negro.

### Aves marinas y acuáticas
Diversas especies de gaviotas, pelícanos y fragatas anidan en las islas de los golfos y acantilados rocosos del litoral. En los ríos son comunes gallitos de agua, patos agujas, cormoranes y zambullidores.